# Rolland de Montmorency-Fosseux
Rolland de Montmorency-Fosseux, fue un noble y militar francés del siglo XV, miembro de la célebre Casa de Montmorency.

## Biografía
Fue el hijo mayor y heredero de Louis de Montmorency-Fosseux, Señor de Fosseux, de Barly, de Hauteville, de La Tour de Chaumont y de Wastines, Chambelán de S.M. el Rey Carlos III de Francia, y de Marguerite de Wastines, Dama de Wastines y de Nomaing, de la Casa de Wavrin.
En 1497 Rolland de Montmorency-Fosseux pagó los derechos de Caballería a Felipe de Habsburgo, Archiduque de Austria, Duque de Borgoña -y posteriormente Rey de Castilla-, por dos feudos de su propiedad en el Bailiaje de Avesnes. Murió cerca del año 1506.

## Títulos
- Barón de Fosseux
- Señor de Hauteville
- Señor de La Tour de Chaumont
- Señor de Baillet-sur-Esche

## Familia y descendencia

Escudo de armas de la Casa de Orgemont.

Contrajo matrimonio por contrato el 14 de febrero de 1483 con Louise d’Orgemont, Dama de Baillet-sur-Esche y de Ézanville, hija del Caballero Charles d’Orgemont, Señor de Méry, de Chantilly, Consejero y Chambelán de S.M. el Rey y Tesorero de Francia, y de Jeanne Dauvet.
Fueron los legítimos progenitores de:
- 1. Claude de Montmorency-Fosseux
- 2. Anne de Montmorency-Fosseux, casada en primeras nupcias con Antoine de Créquy, Señor de Raimboval, de las Granges y de Marquais. Casó en segundas nupcias con el Caballero Guillaume de La Motte, Señor de Beaussart, de Blequin y de Beaurepaire.
- 3. Louise de Montmorency-Fosseux, casada con el Caballero Jean de Rouvroy de Saint-Simon, Señor de Sandricourt, Primer "Panetier" de S.M. Leonor de Austria, Reina consorte de Francia.